# Elecciones presidenciales de Argentina de 1999
En las elecciones presidenciales de Argentina de 1999 resultó elegido en primera vuelta presidente de la Nación el radical Fernando de la Rúa, candidato de La Alianza (UCR-FREPASO), venciendo al candidato oficialista Eduardo Duhalde, apoyado por la Concertación Justicialista (PJ y partidos liberal-conservadores). En tercer lugar quedó el peronista y exministro de Economía del presidente Menem, Domingo Cavallo, del partido Acción por la República (AR) con un 10.22 %. La participación fue del 82.32 % del electorado. 
Un escándalo de corrupción en el Senado llevó al vicepresidente Chacho Álvarez a renunciar a su cargo antes de cumplir un año en el mismo y a que el FREPASO se retirara de la alianza de gobierno. De la Rúa no completó su mandato de cuatro años y renunció el 20 de diciembre de 2001, afectado por una crisis económico-social generalizada (considerada la más grave de la historia nacional) y un levantamiento popular, en el curso del cual estableció el estado de sitio y fueron asesinadas 39 personas, varias de ellas por las fuerzas policiales. La renuncia de De la Rúa abrió un período de alta inestabilidad política, económica y social, que llevó a que dos presidentes (Adolfo Rodríguez Saa y Eduardo Duhalde) completaran el mandato presidencial iniciado en 1999, y otros dos funcionarios (Ramón Puerta y Eduardo Camaño) debieran ejercer el Poder Ejecutivo nacional por acefalía transitoria del cargo. 
La reglas fueron establecidas por la reforma constitucional de 1994 que dispuso la elección por voto directo, con segunda vuelta en caso de que ningún candidato alcanzara el 45% de los votos o diez puntos porcentuales de diferencia si superara el 40%, para acceder a un mandato presidencial de cuatro años y la posibilidad de una reelección inmediata.
De la Rúa ganó en 20 de los 24 distritos electorales (Buenos Aires, Capital Federal, Catamarca, Chaco, Chubut, Córdoba, Corrientes, Entre Ríos, La Pampa, Jujuy, Mendoza, Neuquén, Río Negro, San Juan, Salta, San Luis, Santa Cruz, Santa Fe, Tierra del Fuego, Antártida es Islas del Atlántico Sur y Tucumán), mientras que Duhalde triunfó en cuatro (Formosa, La Rioja, Misiones y Santiago del Estero).

## Antecedentes
El Plan de Convertibilidad, que había contribuido a lograr precios estables, recuperación económica y modernización, había soportado la crisis del peso mexicano de 1995, la crisis financiera asiática de 1997 y otros choques globales; pero no sin esfuerzo. La confianza de las empresas argentinas siguió a estos acontecimientos y el desempleo, ya más alto como resultado de una ola de importaciones y de ganancias en la productividad después de 1990, había aumentado casi el 15% desde 1995. Los problemas económicos también condujeron a un aumento repentino de la delincuencia, y al descenso de la popularidad del Partido Justicialista, de cuya plataforma basada en la justicia social, libertad económica y soberanía política Menem se había alejado en gran medida.
Experimentado con las cargas de una economía en crisis, el expresidente y líder de la Unión Cívica Radical, Raúl Alfonsín, negoció la creación de la Alianza para el Trabajo, la Justicia y la Educación, entre su partido y el Frente País Solidario (FREPASO), que había roto el bipartidismo entre el PJ y la UCR al quedar segundo en las elecciones de 1995. La Alianza obtuvo una amplia victoria electoral en las legislativas de 1997, logrando obtener la mayoría de las bancas en juego, y logrando arrebatar al PJ la mayoría absoluta (aunque continuó siendo la primera minoría). El partido presentó entonces en las elecciones a Fernando de la Rúa, de la UCR, como candidato presidencial, y a Carlos Chacho Álvarez, del FREPASO, como candidato a vicepresidente, luego de que De la Rúa triunfara enormemente en una elección primaria abierta a finales de 1998. Un antiguo peronista que se había retirado del partido tras la implementación de las reformas liberales de Menem, Álvarez era la figura política centroizquierdista más importante de Argentina tras la derrota del FREPASO en 1995. También contrapesó a De la Rúa, una figura considerada más conservadora y del espectro del centroderecha que había integrado la fórmula presidencial de la UCR como compañero de Ricardo Balbín en las elecciones de septiembre de 1973.
El Partido Justicialista se encontraba mal posicionado a medida que la economía volvía a entrar en recesión a fines de 1998. El presidente Menem sólo había empeorado su imagen insinuando su insólita intención de presentarse a un tercer mandato, algo que está prohibido por la Constitución Argentina. Incapaz de persuadir al Congreso para que apruebe estos planes, prometió volver a presentarse en 2003, afirmando que "si me hubieran dejado, estoy seguro de que ganaría".

## Reglas electorales
Las reglas electorales fundamentales que rigieron la elección presidencial fueron establecidas en el texto constitucional definido a partir de la Reforma constitucional de 1994. Fueron las mismas reglas que en las elecciones de 1995.
Las principales reglas electorales para la elección presidencial fueron:
- Sufragio directo.
- La fórmula presidencial (presidente-vicepresidente) debía elegirse simultáneamnete en la misma papeleta.
- Segunda vuelta electoral en caso de que el ganador de la primera vuelta no alcanzara el 45% de los votos, o que superando el 40% de los votos, tuviera una diferencia con el segundo menor a 10 puntos porcentuales.
- Mandato presidencial de cuatro años, con posibilidad de una sola reelección inmediata. La Reforma de 1994 acortó el mandato presidencial (antes era seis años) y dispuso que el mandato 1989-1995 contaba como primer período, razón por la cual no pudo presentar su candidatura el presidente en ejercicio Carlos Menem, quien había cumplido los mandatos 1989-1995 y 1995-1999.

## Candidaturas

### Alianza para el Trabajo, la Justicia y la Educación
| |                                                                                    |
| |                                                                                    |
| Fernando de la Rúa | Carlos Álvarez                                                                     |
| para presidente | para vicepresidente                                                                |
| [[File:Fernando de la Rúa con bastón y banda de presidente.jpg\|450px\|alt={{{Alt\|{{{descripción}}}]] | [[File:Carlos Chacho Álvarez (cropped).jpg\|225px\|alt={{{Alt\|{{{descripción}}}]] |
| Jefe de Gobierno de la Ciudad de Buenos Aires (1996-1999) | Diputado nacional por la Capital Federal (1993-1999)                               |
| Partidos que integraban la alianza: - Partidos nacionales: - Unión Cívica Radical - Partido Socialista Popular - Partido Socialista Democrático - Movimiento de Integración y Desarrollo - Partido Intransigente - Frente Grande - Partido Demócrata Progresista - Partido Demócrata Cristiano - Partidos provinciales: - Partido Autonomista (Corrientes) - Partido Liberal (Corrientes) |                                                                                    |

La Alianza para el Trabajo, la Justicia y la Educación se formó parcialmente el 4 de agosto de 1997 luego de que Raúl Alfonsín, líder de la Unión Cívica Radical, profundamente debilitada tras su debacle electoral, así como la dirigencia del FREPASO se convencieran de que solo formando una coalición podrían contrapesar al menemismo, gobernante y hegemónico desde 1989. En las elecciones legislativas de medio término, la Alianza se presentó en varios distritos, incluyendo la populosa provincia de Buenos Aires, pero tanto la UCR como el FREPASO se presentaron por separado en otras provincias debido a desacuerdos con los gobernadores radicales o dirigentes provinciales. A pesar de esto, debido al desmejoramiento económico, la Alianza logró un resonante triunfo a nivel nacional con casi la mitad del voto popular. Incluso en algunos distritos donde se presentó separada, el FREPASO o la UCR lograron imponerse por sí solos, marcando el ocaso del menemismo.
El ascenso electoral terminó de convencer a la dirigencia partidaria y la coalición se unificó definitivamente. De este modo, durante el siguiente año se resolvió que, al igual que había hecho el FREPASO en 1995, se realizaría una elección primaria abierta entre un candidato del FREPASO y uno de la UCR, para dirimir al candidato presidencial de la Alianza. El candidato a vicepresidente, a fin de garantizar la heterogeneidad de la coalición, sería propuesto por la fuerza política que resultara derrotada. Los candidatos fueron el radical Fernando de la Rúa, una figura relativamente conservadora del partido opuesta a Alfonsín; y la frepasista Graciela Fernández Meijide. Ambos contaban con importantes antecedentes electorales para sus respectivos partidos: mientras que De la Rúa fue el primer Jefe de Gobierno electo de la Ciudad de Buenos Aires, Fernández Meijide había derrotado al justicialismo en la provincia de Buenos Aires, un territorio de hegemonía duhaldista, como candidata de la Alianza a Diputada Nacional.
La primaria se realizó el 29 de noviembre de 1998 con un aplastante triunfo para De la Rúa, que obtuvo el 63.78% de los votos contra el 36.38% de Fernández Meijide. A pesar de las debacles recientes, la UCR seguía siendo el partido con el que mejor se identificaba la clase media del país, uno de los estratos sociales más afectados por las políticas económicas de Menem. De este modo De la Rúa fue proclamado candidato a presidente, mientras que su candidato a vicepresidente sería el líder del FREPASO, Carlos Chacho Álvarez. Fernández Meijide, por su parte, sería candidata a Gobernadora de la provincia de Buenos Aires.
A pesar de que las encuestas preveían un amplio triunfo para la Alianza en casi todo el país, durante el final del año 1998 y la mitad de 1999 la coalición se vio sacudida por dos derrotas electorales a nivel provincial. La primera, muy sorpresiva, en la provincia de Córdoba, donde el justicialista José Manuel de la Sota puso fin a casi quince años de hegemonía de la UCR al vencer en una elección adelantada al gobernador Ramón Mestre, en diciembre de 1998. Los motivos de la derrota de Mestre, principalmente, fueron el agotamiento político de la UCR después de gobernar la provincia por más de una década, y el hecho de que Mestre se negó a formar la coalición con el FREPASO (que se presentó por separado) luego de que este se mostrara en desacuerdo con apoyar su reelección y exigiera la realización de primarias. La segunda se dio en julio de 1999, en la provincia de Tierra del Fuego, donde el candidato de la Alianza Mario Jorge Colazo, de la UCR, fue derrotado por el justicialista Carlos Manfredotti por tan solo 801 votos en segunda vuelta, luego de haberse impuesto en la primera. La UCR Jamás volvió al celebrar elecciones internas.  
|  | 63.78 % |

|  | 36.38 % |

### Concertación Justicialista para el Cambio
| |                                                                                                |
| |                                                                                                |
| Eduardo Duhalde | Ramón Ortega                                                                                   |
| para presidente | para vicepresidente                                                                            |
| [[File:Eduardo Duhalde en Ensenada en 1997.jpg\|225px\|alt={{{Alt\|{{{descripción}}}]] | [[File:Ramón Ortega, 1990.png\|350px\|alt={{{Alt\|{{{descripción}}}]]                          |
| Gobernador de la Provincia de Buenos Aires (1991-1999) Vicepresidente de la Nación Argentina (1989-1991) | Senador de la Nación por la provincia de Tucumán (1998-2001) Gobernador de Tucumán (1991-1995) |
| Partidos que integraban la alianza: - Partidos nacionales: - Partido Justicialista - Partido Conservador Popular - Política Abierta para la Integridad Social - Partido Progreso Social - Confederación Laborista - Frente de los Jubilados - Partidos provinciales: - Partido Acción Chubutense (Chubut) - Acción Ciudadana (Capital Federal) - Jubilados en Acción (Capital Federal) - Movimiento Federalista Pampeano (La Pampa) - Movimiento Patriótico de Liberación (San Luis) - Movimiento Popular Bonaerense (Buenos Aires) - Movimiento Regional del Pueblo (Salta) - Partido Nuevo (Corrientes) - Nuevo Movimiento (Córdoba) Candidatura apoyada por: - Unión del Centro Democrático (Nacional) - Frente de Integración Federal: - Partido Nacionalista Constitucional UNIR - Movimiento por la Dignidad y la Independencia - Frente de la Esperanza: (Santiago del Estero) - Partido Laborista - Partido Progreso Social - Política Abierta para la Integridad Social - Movimiento Popular Unido (Santiago del Estero) - Partido Federal (Mendoza) |                                                                                                |

Tras obtener la reelección, Menem había reforzado inicialmente su dominio sobre el Partido Justicialista, sobre todo después de que la mayoría de su oposición interna abandonara el partido debido al descontento por sus políticas, alejadas de la doctrina peronista. Sin embargo, un sector, encabezado por el gobernador bonaerense Eduardo Duhalde, se opuso tajantemente a Menem luego de que este expresara sus intenciones de obtener una segunda reelección. En marzo de 1998, avecinándose la elección interna del PJ y con Duhalde ya como precandidato, acusó a Menem de ser el principal responsable de la derrota justicialista en las elecciones legislativas, afirmando que su postura reeleccionista había "quebrado" y "mellado" al partido, además de disminuir su popularidad. Los precandidatos serían Duhalde, el ex Gobernador de Tucumán Ramón "Palito" Ortega, y el Gobernador de Santa Fe Carlos Reutemann. Finalmente, en julio de 1998, ante un Congreso en el que solo tenía la primera minoría y sin el apoyo de gran parte de su propio partido, Menem aceptó renunciar a la idea de una tercera postulación. A finales de ese año, Eduardo Duhalde derrotó en las internas a Ortega, que se convirtió en su compañero de fórmula, y fue proclamado candidato a presidente.
El proyecto político de Duhalde se veía afectado, en gran medida, por el rechazo público al menemismo y la asociación del mismo con el PJ. A esto se sumaba la derrota electoral del duhaldismo en la contienda legislativa de 1997 y al hecho de que, si bien logró convertirse en candidato del partido, Duhalde no contaba con el apoyo de amplios sectores justicialistas, lo que se plasmó en el alto número de gobernadores peronistas (diez de quince) que llamaron a elecciones en desfase con las presidenciales para evitar que sus votos apoyaran al candidato nacional.

### Acción por la República
| |                                                                          |
| Domingo Cavallo | Armando Caro Figueroa                                                    |
| para presidente | para vicepresidente                                                      |
| [[File:Domingo_Cavallo_(cropped).jpg\|225px\|alt={{{Alt\|{{{descripción}}}]] | [[File:Armando Caro Figueroa.png\|225px\|alt={{{Alt\|{{{descripción}}}]] |
| Diputado de la Nación Argentina por la Ciudad de Buenos Aires (1997-2001) Ministro de Economía (1991-1996) | Ministro de Trabajo (1993-1997)                                          |
| Partidos que integraban la alianza: - Partidos nacionales: - Acción por la República - Partido Federal - Partidos provinciales: - Unión del Centro Democrático (Santa Fe) - Partido Provincial Rionegrino (Río Negro) - Movimiento Patagónico Popular (Río Negro) |                                                                          |

Tras haber sido despedido por el gobierno de Menem el 27 de julio de 1996, luego de haber denunciado corrupción en el gobierno justicialista, Domingo Cavallo abandonó el partido y fundó Acción por la República. Poco después de establecer el partido, se presentó como candidato a Diputado Nacional y declaró también su intención de presentarse a la presidencia de la Nación en 1999. Cavallo criticó la corrupción en el gobierno, y afirmó que el modelo económico estaba agotado, y que había que cambiarlo. También denunció las propuestas reeleccionistas de Menem, describiéndolas como "un insulto a la cara de los argentinos". Mucho tiempo después de oficializar su candidatura, el 21 de julio de 1999, proclamó a Armando Caro Figueroa como su compañero de fórmula y candidato a vicepresidente. Tanto Cavallo como Caro habían sido ministros en el gobierno menemista (Cavallo de Economía y Caro de Trabajo), y nunca habían ejercido cargos ejecutivos.

### Otras candidaturas
| | |                     |                     |                              |                                                                  | | |
| Patricia Walsh | Rogelio de Leonardi | Lía Méndez          | Jorge Pompei        | Jorge Altamira               | Pablo Rieznik                                                    | Jorge Emilio Reyna | Néstor Gabriel Moccia |
| para presidenta | para vicepresidente | para presidenta     | para vicepresidente | para presidente              | para vicepresidente                                              | para presidente | para vicepresidente |
| | |                     |                     |                              | [[File:Pablo Rieznik.jpg\|225px\|alt={{{Alt\|{{{descripción}}}]] | | |
| Psicóloga social | Docente y dirigente gremial                                                                                                   | Abogada             |                     | Periodista                   | Dirigente gremial                                                | Exguerrillero del ERP | |
| Partidos que integraban la alianza: - Partido Comunista - Movimiento Socialista de los Trabajadores - Pueblo Unido (La Pampa) | Partidos que integraban la alianza: - Partido Comunista - Movimiento Socialista de los Trabajadores - Pueblo Unido (La Pampa) | Partido sin alianza | Partido sin alianza | Partido sin alianza          | Partido sin alianza                                              | Partidos que integraban la alianza: - Corriente Patria Libre - Partido Comunista (CE) - Frente de la Resistencia (Buenos Aires, Córdoba) | Partidos que integraban la alianza: - Corriente Patria Libre - Partido Comunista (CE) - Frente de la Resistencia (Buenos Aires, Córdoba) |
| | |                     |                     |                              |                                                                  | | |
| Juan Ricardo Mussa | Irene Fernanda Herrera | José Montes         | Oscar Hernández     | Domingo Quarracino           | Amelia Rearte                                                    | | |
| para presidente | para vicepresidenta | para presidente     | para vicepresidente | para presidente              | para vicepresidenta                                              | | |
| | |                     |                     |                              |                                                                  | | |
| Empresario | | Dirigente gremial   |                     | Defensor de derechos humanos |                                                                  | | |
| Partidos que integraban la alianza: - Unión Popular - Partido Autonomista                                                     | Partidos que integraban la alianza: - Unión Popular - Partido Autonomista                                                     | Partido sin alianza | Partido sin alianza | Partido sin alianza          | Partido sin alianza                                              | | |

## Acceso a boletas
| Provincia           | De la Rúa/Álvarez                           | Duhalde/Ortega                                                                                             | Cavallo/Caro Figueroa                                    | Walsh/De Leonardi | Méndez/Pompei       |  |
| Provincia           | 24 distritos                                | 24 distritos                                                                                               | 24 distritos                                             | 22 distritos      | 24 distritos        |  |
| ------------------- | ------------------------------------------- | --- | -------------------------------------------------------- | ----------------- | ------------------- |  |
| Buenos Aires        | - Alianza                                   | - Concertación Justicialista - Unión del Centro Democrático                                                | - Acción por la República                                | - Izquierda Unida | - Partido Humanista |  |
| Capital Federal     | - Alianza                                   | - Concertación Justicialista para el Cambio - Unión del Centro Democrático - Frente de Integración Federal | - Acción por la República                                | - Izquierda Unida | - Partido Humanista |  |
| Catamarca           | - Alianza                                   | - Concertación Justicialista para el Cambio/Frente Unidos por Catamarca                                    | - Acción por la República                                | - Izquierda Unida | - Partido Humanista |  |
| Chaco               | - Alianza                                   | - Concertación Justicialista para el Cambio/Unión para el Nuevo Chaco - Frente de Integración Federal      | - Acción por la República                                | - Izquierda Unida | - Partido Humanista |  |
| Chubut              | - Alianza                                   | - Concertación Justicialista para el Cambio                                                                | - Acción por la República                                | - Izquierda Unida | - Partido Humanista |  |
| Córdoba             | - Alianza                                   | - Concertación Justicialista para el Cambio - Unión del Centro Democrático                                 | - Acción por la República                                | - Izquierda Unida | - Partido Humanista |  |
| Corrientes          | - Alianza - Pacto Autonomista Liberal - PDP | - Concertación Justicialista para el Cambio                                                                | - Acción por la República                                | - Izquierda Unida | - Partido Humanista |  |
| Entre Ríos          | - Alianza                                   | - Concertación Justicialista/Todos por Entre Ríos                                                          | - Acción por la República                                | - Izquierda Unida | - Partido Humanista |  |
| Formosa             | - Alianza                                   | - Concertación Justicialista para el Cambio                                                                | - Acción por la República                                | —                 | - Partido Humanista |  |
| Jujuy               | - Alianza                                   | - Concertación Justicialista para el Cambio                                                                | - Acción por la República                                | - Izquierda Unida | - Partido Humanista |  |
| La Pampa            | - Alianza                                   | - Partido Justicialista                                                                                    | - Acción por la República                                | - Izquierda Unida | - Partido Humanista |  |
| La Rioja            | - Alianza                                   | - Concertación Justicialista para el Cambio                                                                | - Acción por la República                                | - Izquierda Unida | - Partido Humanista |  |
| Mendoza             | - Alianza                                   | - Alianza Partido Justicialista - Partido Federal                                                          | - Acción por la República                                | - Izquierda Unida | - Partido Humanista |  |
| Misiones            | - Alianza                                   | - Concertación Justicialista/Frente para el Cambio                                                         | - Acción por la República                                | - Izquierda Unida | - Partido Humanista |  |
| Neuquén             | - Alianza                                   | - Concertación Justicialista para el Cambio                                                                | - Acción por la República                                | - Izquierda Unida | - Partido Humanista |  |
| Río Negro           | - Alianza                                   | - Concertación Justicialista para el Cambio                                                                | - Acción por la República                                | - Izquierda Unida | - Partido Humanista |  |
| Salta               | - Alianza                                   | - Concertación Justicialista para el Cambio                                                                | - Acción por la República                                | —                 | - Partido Humanista |  |
| San Juan            | - Alianza                                   | - Frente Justicialista de la Esperanza                                                                     | - Acción por la República                                | - Izquierda Unida | - Partido Humanista |  |
| San Luis            | - Alianza                                   | - Concertación Justicialista para el Cambio                                                                | - Acción por la República                                | - Izquierda Unida | - Partido Humanista |  |
| Santa Cruz          | - Alianza                                   | - Concertación Justicialista para el Cambio                                                                | - Acción por la República                                | - Izquierda Unida | - Partido Humanista |  |
| Santa Fe            | - Alianza - Partido Demócrata Progresista   | - Concertación Justicialista para el Cambio                                                                | - Acción por la República - Unión del Centro Democrático | - Izquierda Unida | - Partido Humanista |  |
| Santiago del Estero | - Alianza                                   | - Frente Justicialista - Movimiento Popular Unido - Frente de la Esperanza                                 | - Acción por la República                                | - Izquierda Unida | - Partido Humanista |  |
| Tierra del Fuego    | - Alianza                                   | - Concertación Justicialista para el Cambio                                                                | - Acción por la República                                | - Izquierda Unida | - Partido Humanista |  |
| Tucumán             | - Alianza                                   | - Concertación Justicialista                                                                               | - Acción por la República                                | - Izquierda Unida | - Partido Humanista |  |
|                     |                                             | |                                                          |                   |                     |  |
| Provincia           | Altamira/Rieznik                            | Reyna/Moccia                                                                                               | Mussa/Herrera                                            | Montes/Hernández  | Quarracino/Rearte   |  |
| Provincia           | 24 distritos                                | 24 distritos                                                                                               | 24 distritos                                             | 12 distritos      | 6 distritos         |  |
| Buenos Aires        | - Partido Obrero                            | - Frente de la Resistencia                                                                                 | - Alianza Social Cristiana                               | - PTS             | - PSA               |  |
| Capital Federal     | - Partido Obrero                            | - Frente de la Resistencia                                                                                 | - Alianza Social Cristiana                               | - PTS             | - PSA               |  |
| Catamarca           | - Partido Obrero                            | - Frente de la Resistencia                                                                                 | - Alianza Social Cristiana                               | —                 | —                   |  |
| Chaco               | - Partido Obrero                            | - Frente de la Resistencia                                                                                 | - Alianza Social Cristiana                               | - PTS             | —                   |  |
| Chubut              | - Partido Obrero                            | - Frente de la Resistencia                                                                                 | - Alianza Social Cristiana                               | —                 | —                   |  |
| Córdoba             | - Partido Obrero                            | - Frente de la Resistencia                                                                                 | - Alianza Social Cristiana                               | - PTS             | - PSA               |  |
| Corrientes          | - Partido Obrero                            | - Frente de la Resistencia                                                                                 | - Alianza Social Cristiana                               | - PTS             | —                   |  |
| Entre Ríos          | - Partido Obrero                            | - Frente de la Resistencia                                                                                 | - Alianza Social Cristiana                               | - PTS             | - PSA               |  |
| Formosa             | - Partido Obrero                            | - Frente de la Resistencia                                                                                 | - Alianza Social Cristiana                               | —                 | —                   |  |
| Jujuy               | - Partido Obrero                            | - Frente de la Resistencia                                                                                 | - Alianza Social Cristiana                               | - PTS             | —                   |  |
| La Pampa            | - Partido Obrero                            | - Frente de la Resistencia                                                                                 | - Alianza Social Cristiana                               | —                 | - PSA               |  |
| La Rioja            | - Partido Obrero                            | - Frente de la Resistencia                                                                                 | - Alianza Social Cristiana                               | —                 | —                   |  |
| Mendoza             | - Partido Obrero                            | - Frente de la Resistencia                                                                                 | - Alianza Social Cristiana                               | - PTS             | —                   |  |
| Misiones            | - Partido Obrero                            | - Frente de la Resistencia                                                                                 | - Alianza Social Cristiana                               | —                 | —                   |  |
| Neuquén             | - Partido Obrero                            | - Frente de la Resistencia                                                                                 | - Alianza Social Cristiana                               | - PTS             | —                   |  |
| Río Negro           | - Partido Obrero                            | - Frente de la Resistencia                                                                                 | - Alianza Social Cristiana                               | —                 | —                   |  |
| Salta               | - Partido Obrero                            | - Frente de la Resistencia                                                                                 | - Alianza Social Cristiana                               | —                 | —                   |  |
| San Juan            | - Partido Obrero                            | - Frente de la Resistencia                                                                                 | - Alianza Social Cristiana                               | - PTS             | —                   |  |
| San Luis            | - Partido Obrero                            | - Frente de la Resistencia                                                                                 | - Alianza Social Cristiana                               | —                 | —                   |  |
| Santa Cruz          | - Partido Obrero                            | - Frente de la Resistencia                                                                                 | - Alianza Social Cristiana                               | —                 | —                   |  |
| Santa Fe            | - Partido Obrero                            | - Frente de la Resistencia                                                                                 | - Alianza Social Cristiana                               | - PTS             | - PSA               |  |
| Santiago del Estero | - Partido Obrero                            | - Frente de la Resistencia                                                                                 | - Alianza Social Cristiana                               | —                 | —                   |  |
| Tierra del Fuego    | - Partido Obrero                            | - Frente de la Resistencia                                                                                 | - Alianza Social Cristiana                               | —                 | —                   |  |
| Tucumán             | - Partido Obrero                            | - Frente de la Resistencia                                                                                 | - Alianza Social Cristiana                               | - PTS             | —                   |  |

### Galería

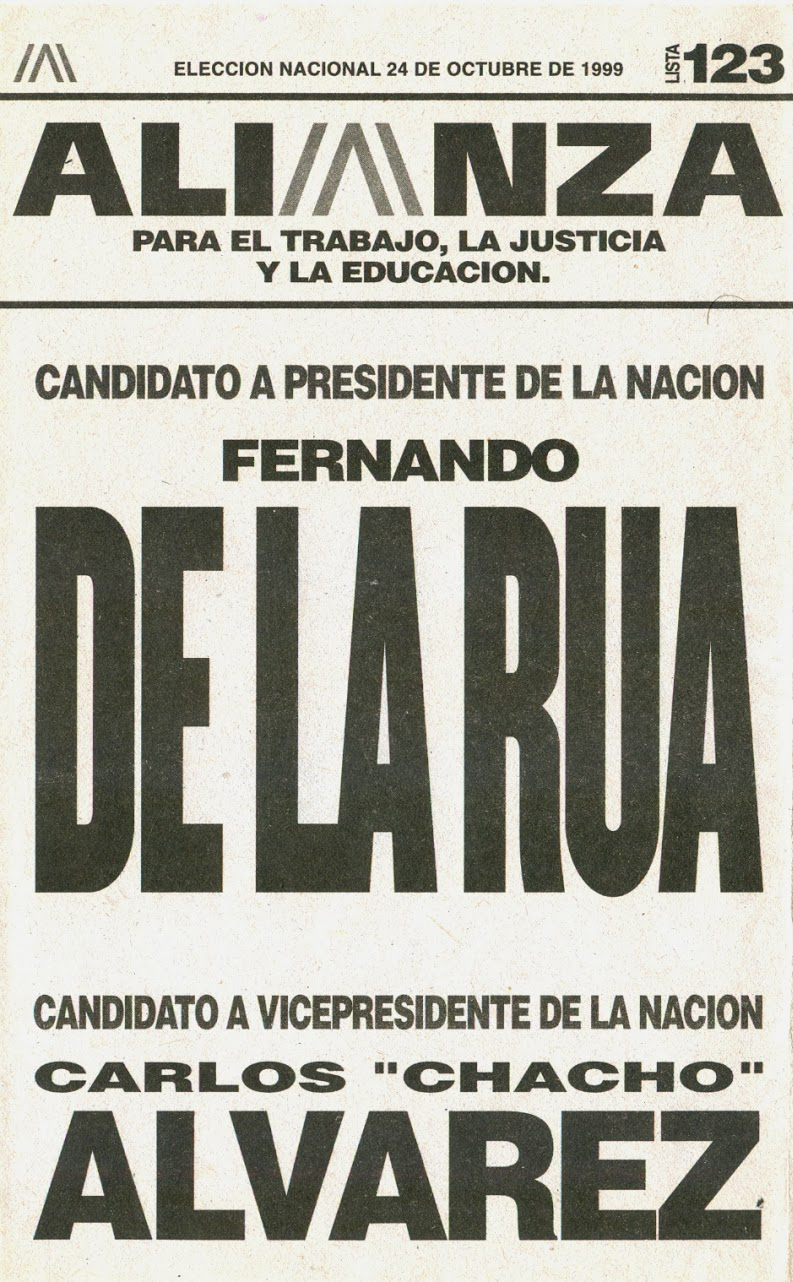
Alianza
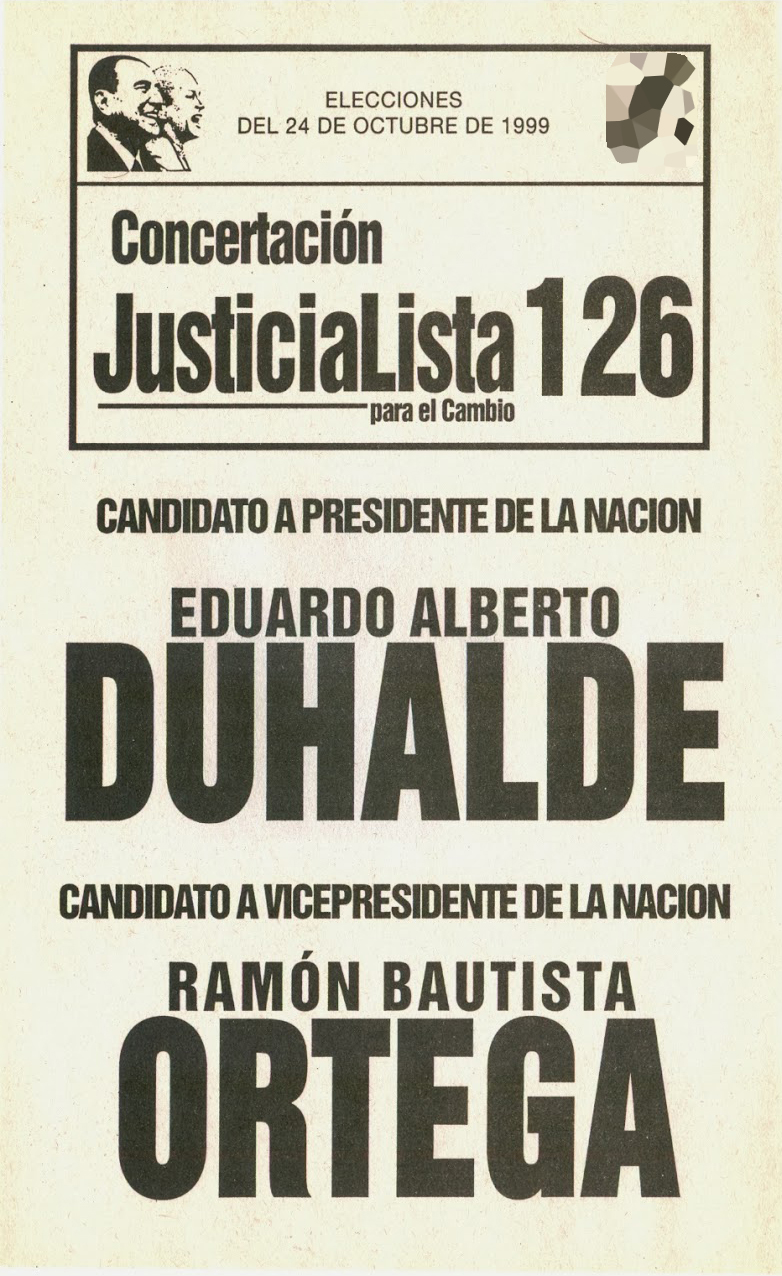
Concertación Justicialista para el Cambio
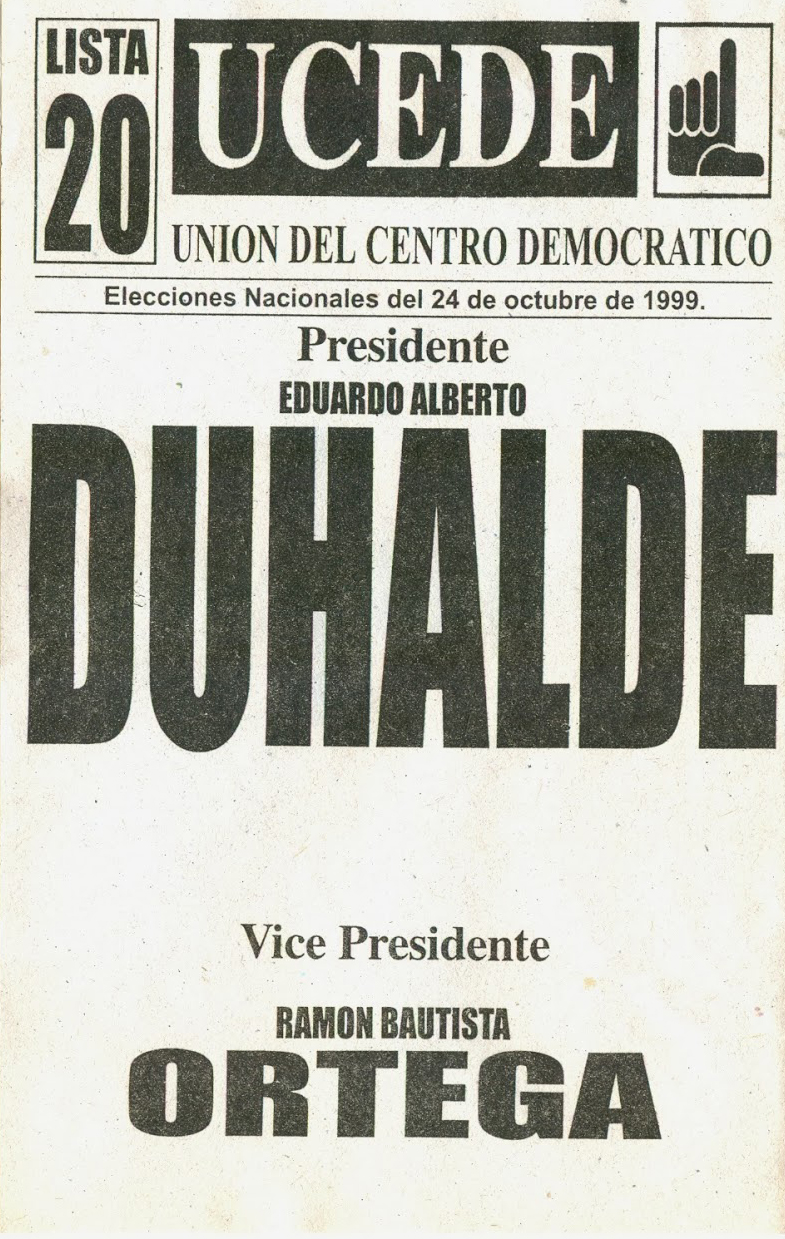
Unión del Centro Democrático
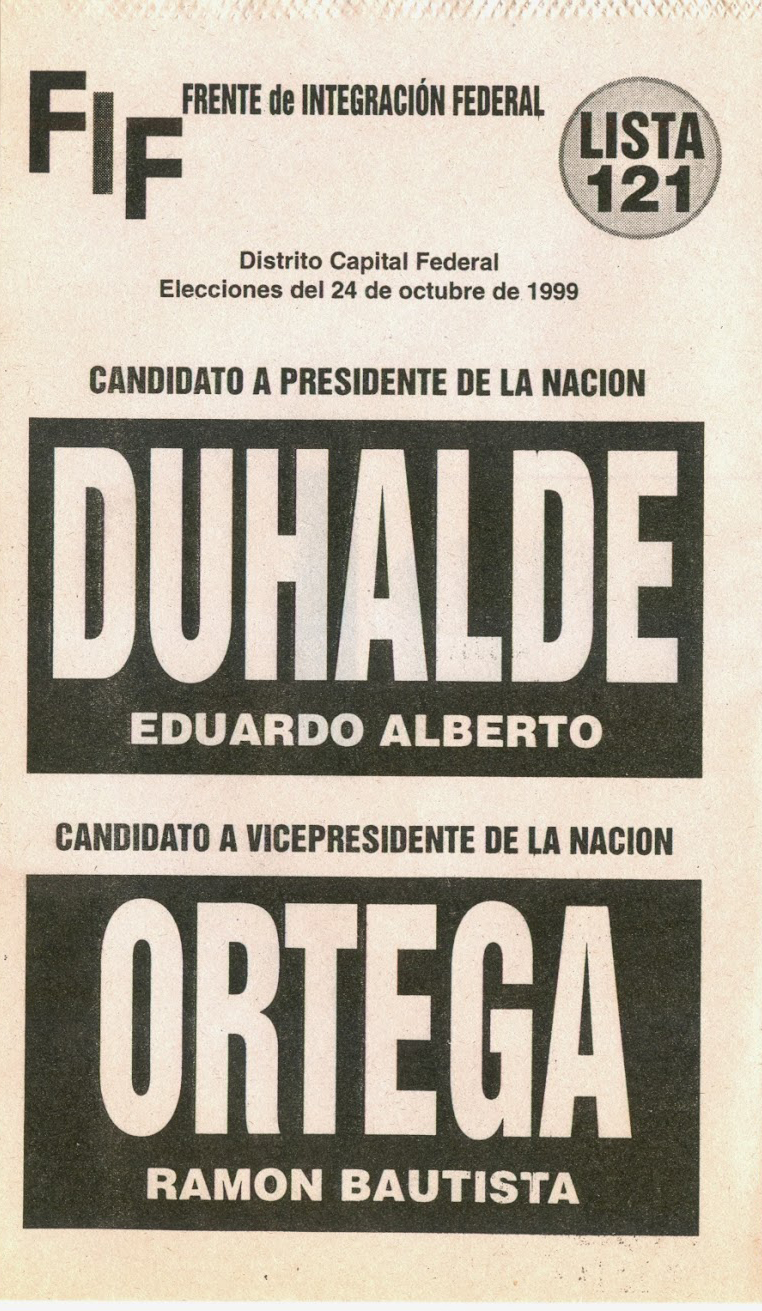
Frente de Integración Federal
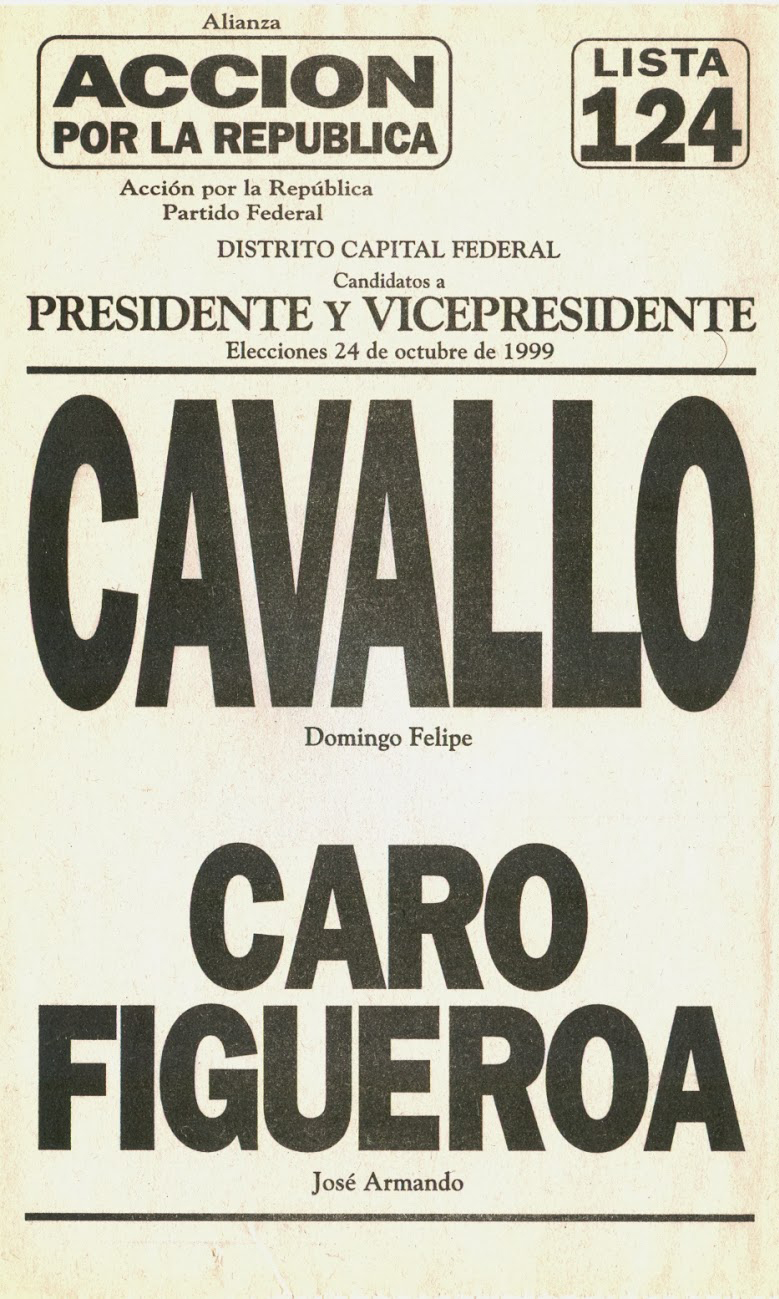
Acción por la República
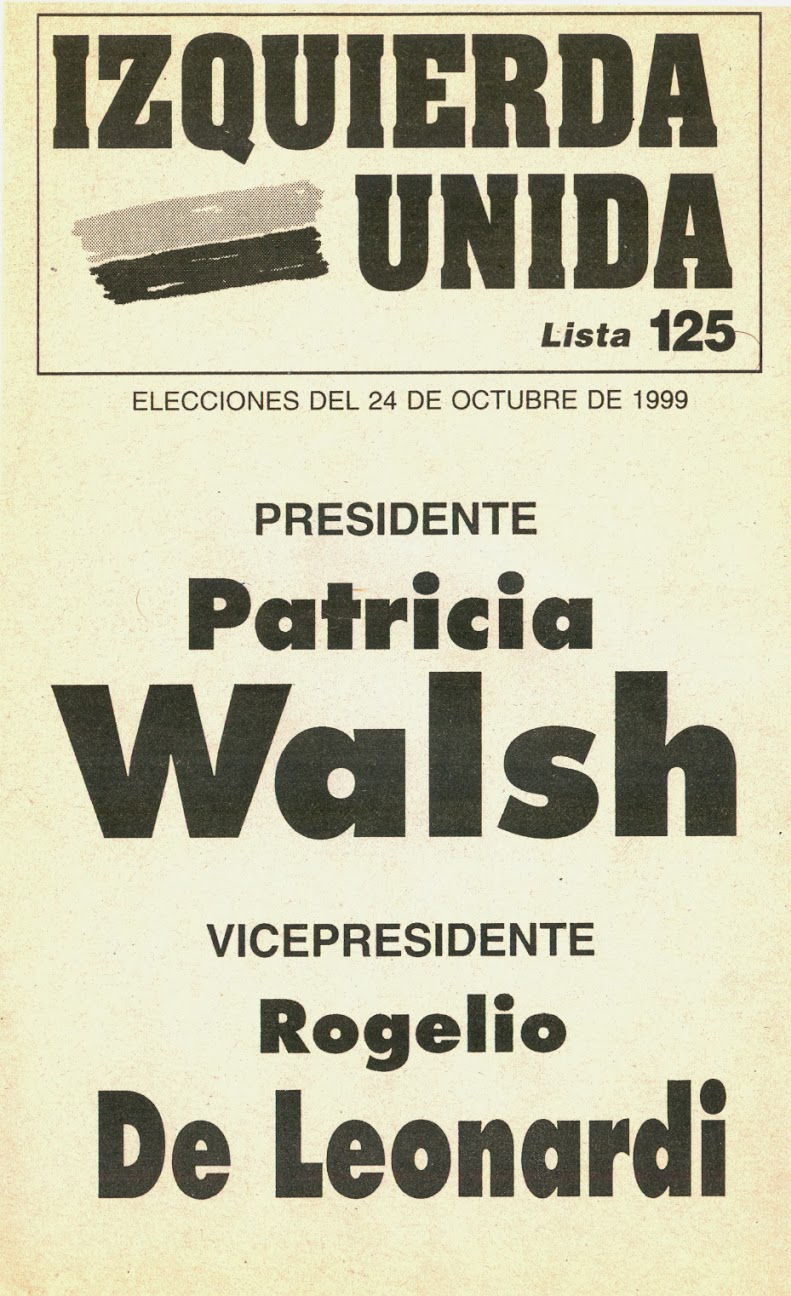
Izquierda Unida
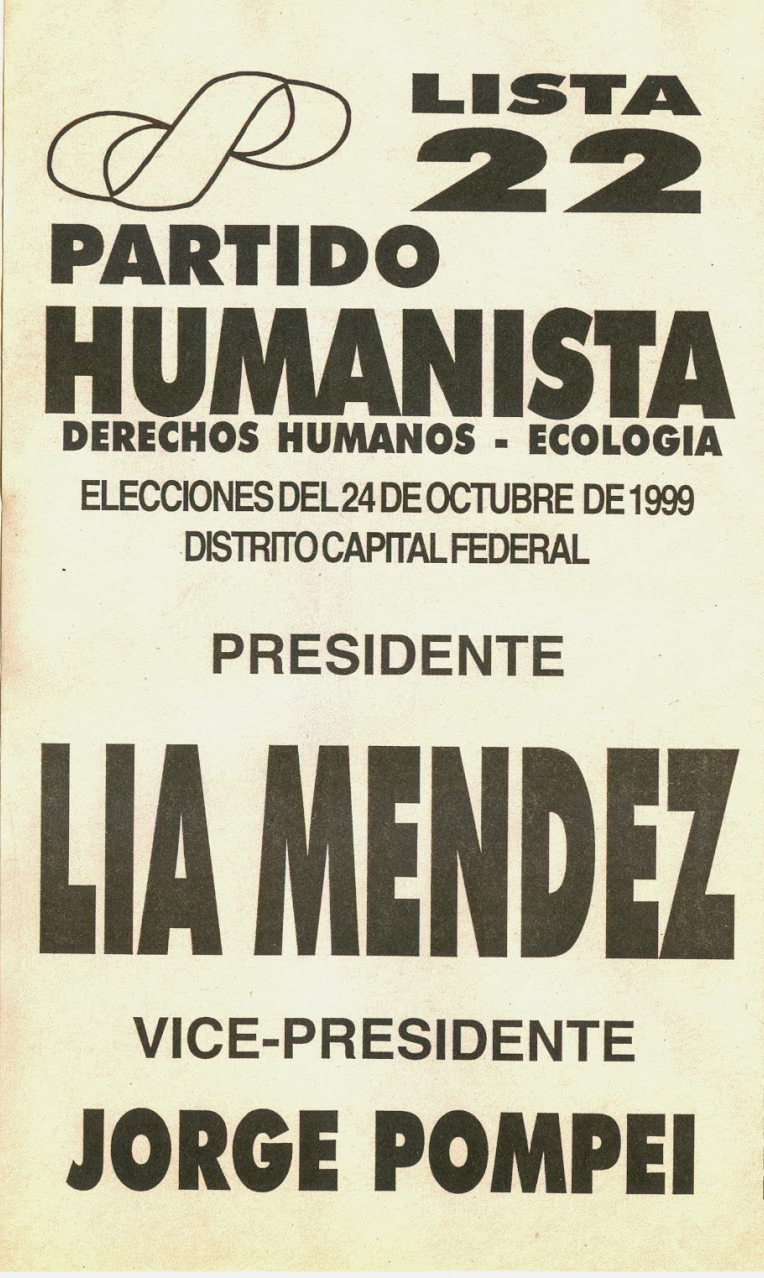
Partido Humanista
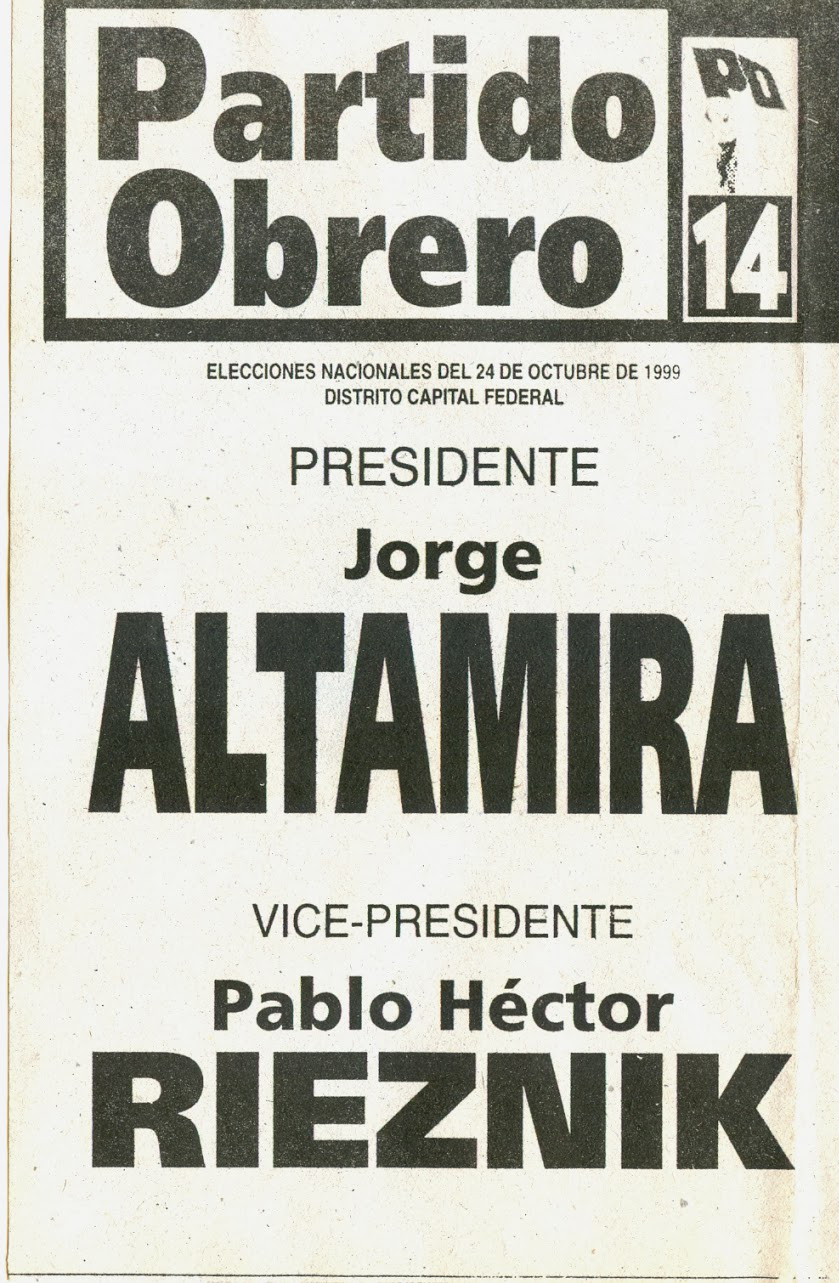
Partido Obrero
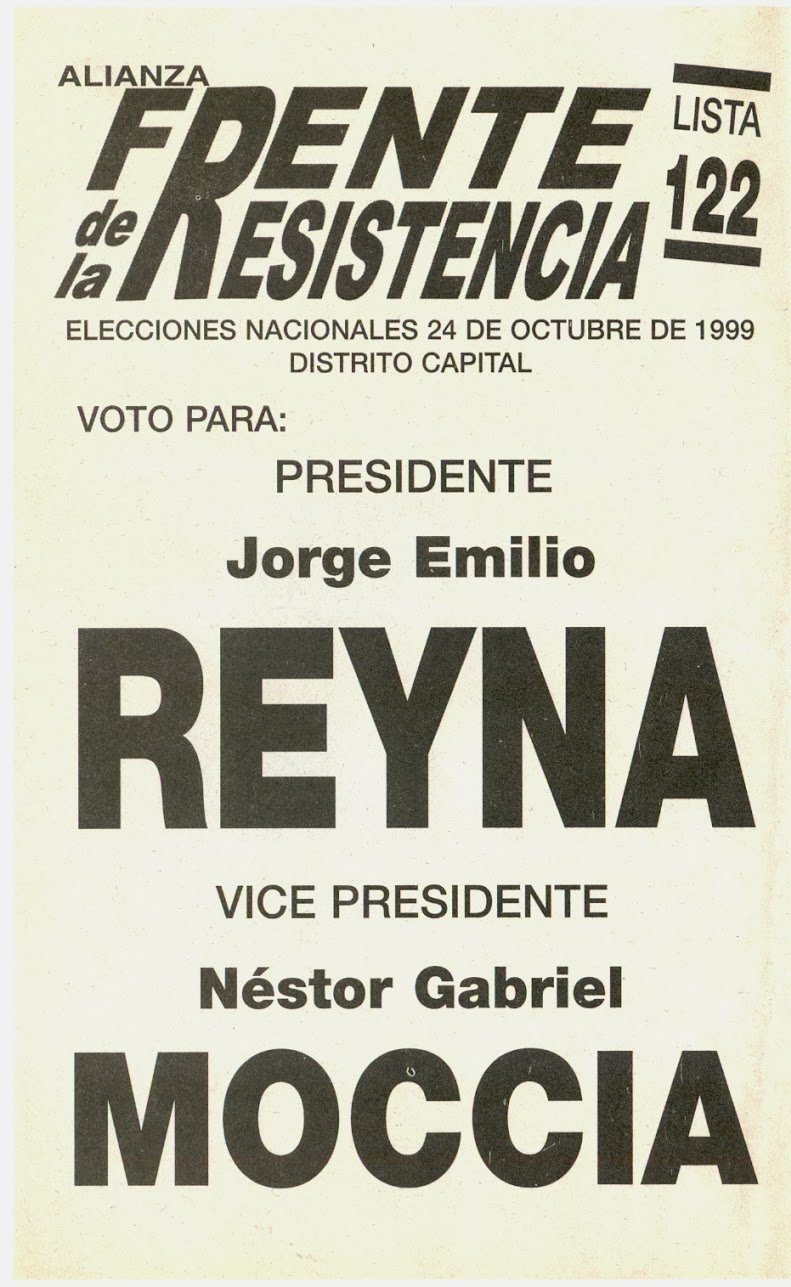
Frente de la Resistencia
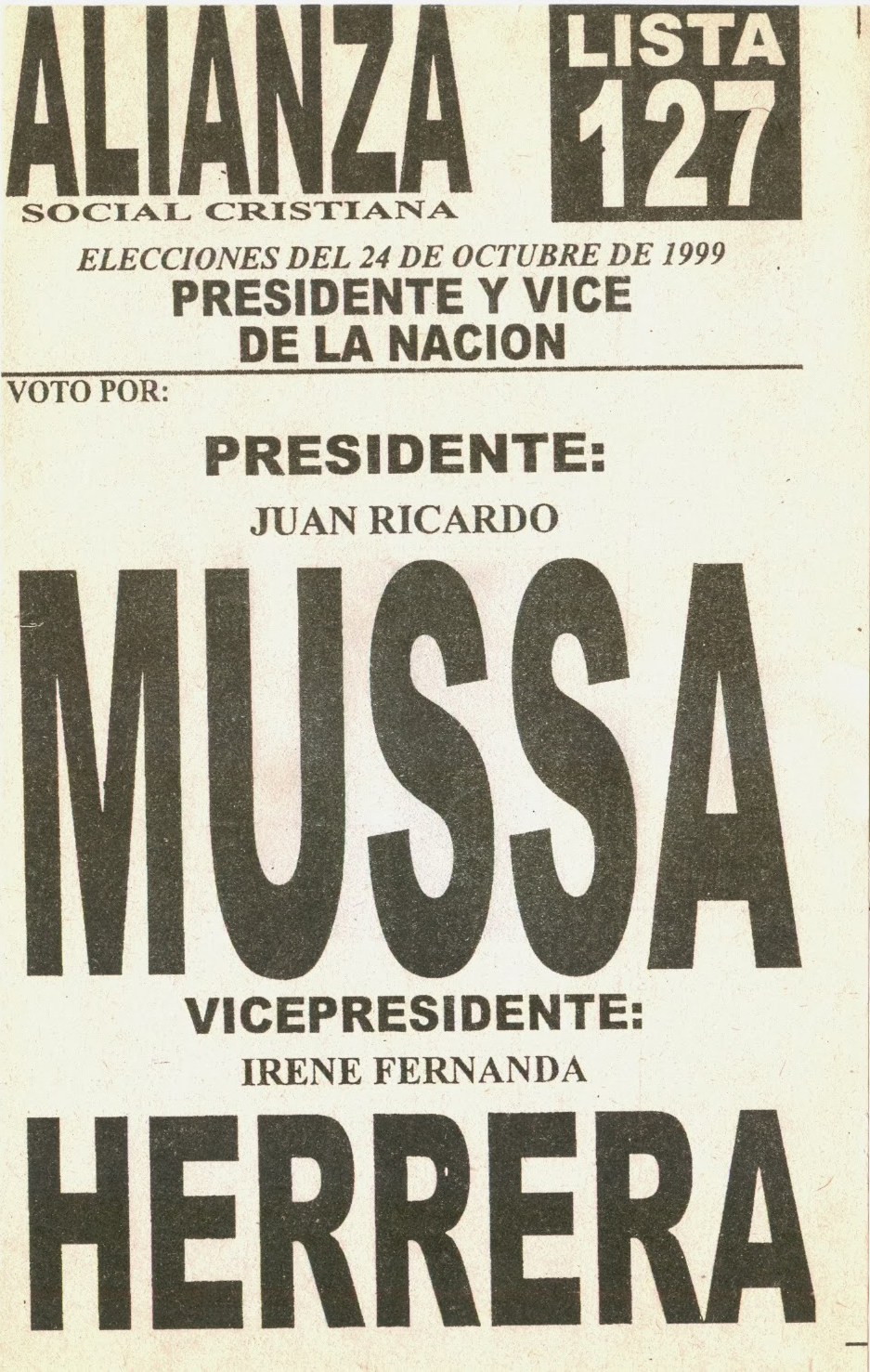
Alianza Social Cristiana
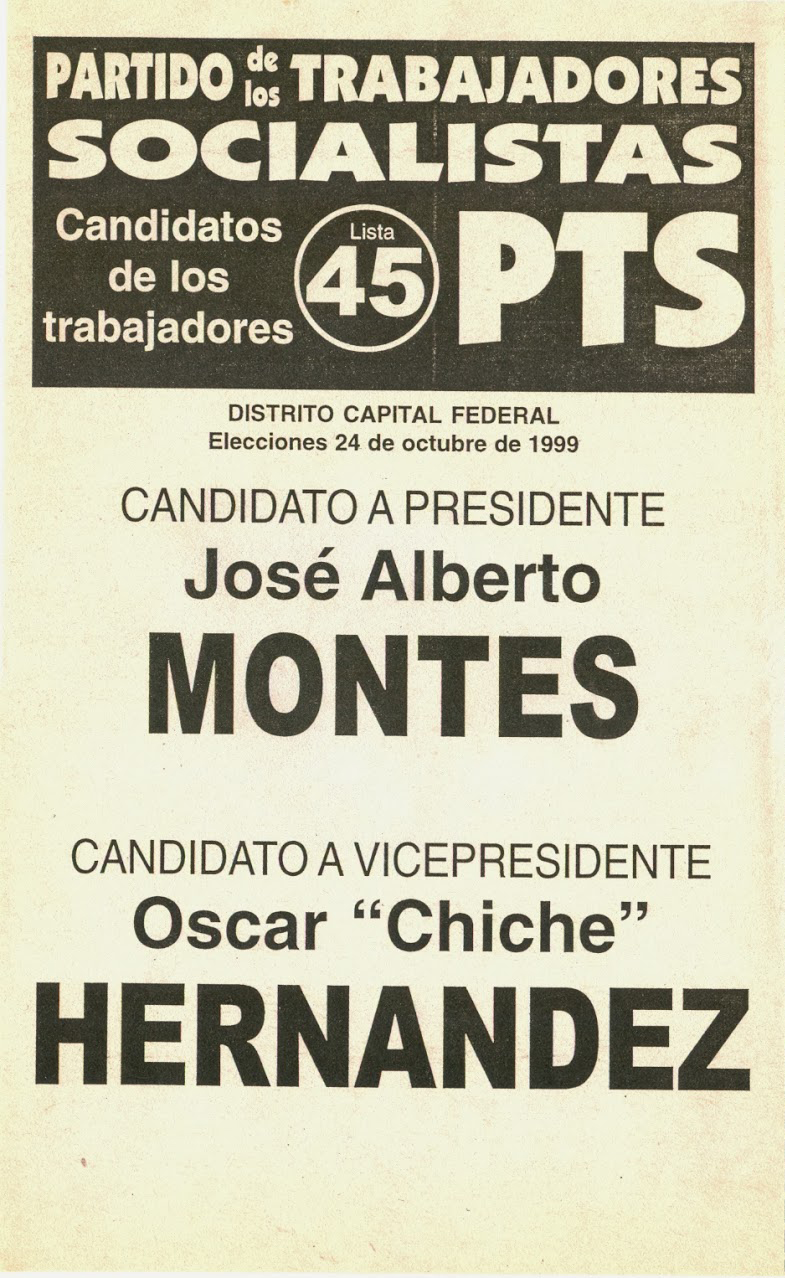
Partido de los Trabajadores Socialistas
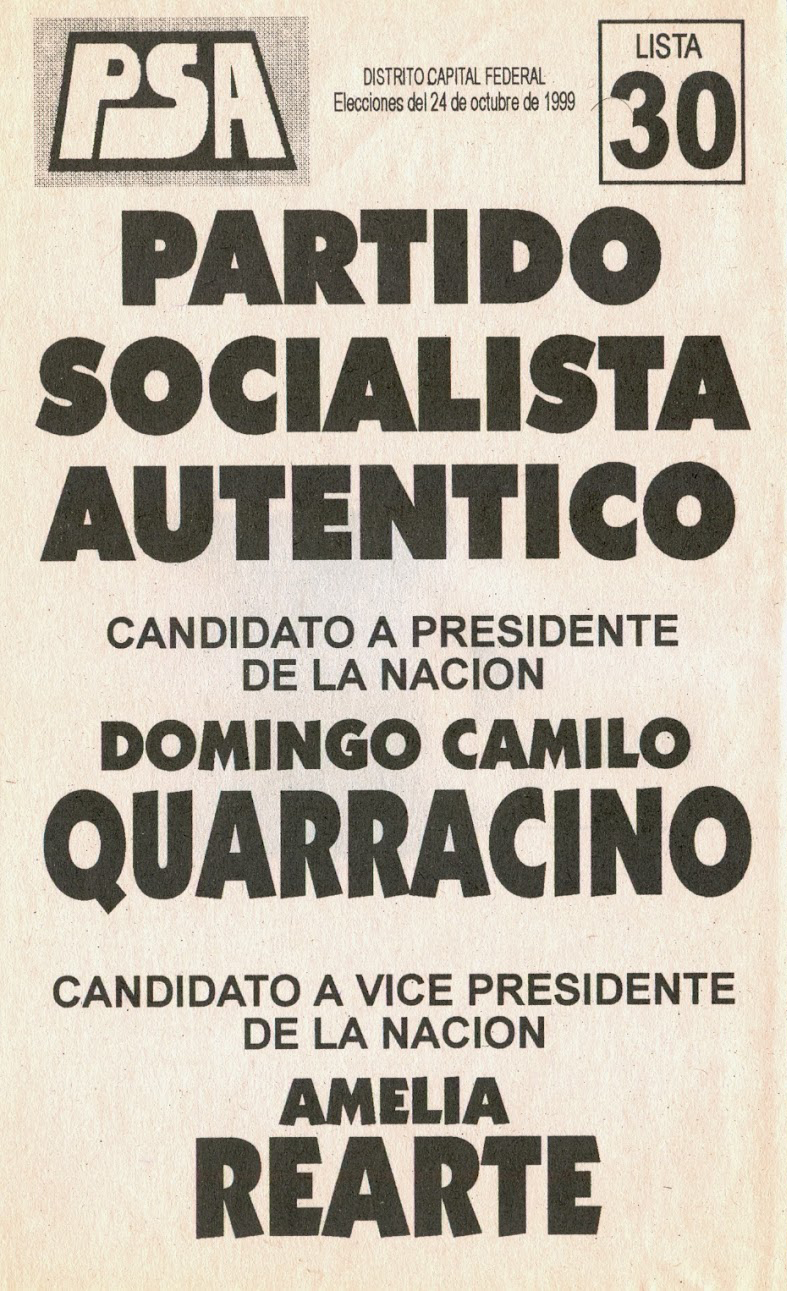
Partido Socialista Auténtico

## Campaña
Duhalde, como peronista más tradicional, se había distanciado del presidente saliente desde que fuera elegido gobernador en 1991. Sin embargo, la aprobación de Duhalde decreció debido al aumento considerable de la delincuencia en el Gran Buenos Aires, donde se concentraban más de dos tercios de sus votantes. Esta debilidad cobró relevancia por la masacre de Ramallo, una intervención policial fallida de un robo de banco el 17 de septiembre en el que miembros de la fuerza provincial estaban implicados. El compañero de fórmula de Duhalde fue el músico pop y ex Gobernador de la Provincia de Tucumán Ramón Palito Ortega.
La exitosa campaña de De la Rúa destacó, y sería particularmente recordada, por sus anuncios televisivos, en los cuales pronunció la frase "Dicen que soy aburrido...". Dicha publicidad buscaba contrastar al candidato presidencial con la frivolidad que el público percibía en el gobierno menemista, siendo que Menem efectivamente había descalificado a De la Rúa como "aburrido". La campaña de la Alianza estuvo a cargo de Ramiro Agulla, David Ratto (publicista de Raúl Alfonsín en las elecciones de 1983) y Antonio de la Rúa, este último hijo del propio candidato. La misma se centró en pedir a la población que pusieran fin a la "fiesta" del gobierno de Menem, en referencia a los numerosos escándalos de corrupción.
Domingo Cavallo, economista detrás del "milagro argentino" de principios de los noventa, se había vuelto impopular durante la recesión de 1995. Fue despedido por el presidente en agosto de 1996 después de sus alegaciones públicas de influyentes "mafias" en la comitiva de Menem. Sus declaraciones ganaron validez, sin embargo, después del asesinato en 1997 de José Luis Cabezas, un periodista, fotógrafo de una revista que estaba investigando a un magnate del envío cercano a Menem. Cavallo fundó la coalición Acción por la República y se convirtió en un nuevo obstáculo para Duhalde, que ahora perdería una gran parte del voto menemista que iría a parar al impredecible economista.
La recesión, que había comenzado a aliviarse en vísperas de la fecha de las elecciones del 24 de octubre, seguía siendo un tema central de la campaña. De la Rúa, que había recibido elogios por su disciplina fiscal, mientras fue Jefe de Gobierno de Buenos Aires, hizo hincapié en la necesidad de acabar con el injerto y la corrupción. Además de referirse al propio Menem, señaló la presencia de un militar paraguayo exiliado, el general Lino Oviedo, que había huido de su país tras el Marzo paraguayo, acusado de haber participado en el asesinato del Vicepresidente Luis María Argaña, y había recibido asilo político por parte de Menem. De la Rúa se comprometió a extraditarlo. El día antes de la asunción de De la Rúa, el 9 de diciembre, Oviedo renunció al asilo otorgado por el gobierno saliente y retornó a Paraguay.  Duhalde prometió durante su campaña que se dedicaría a combatir la recesión y reducir el desempleo a dos dígitos.

## Encuestas de opinión

### Intención de voto
| Fecha                              | Encuestadora              | De la Rúa Alianza | Duhalde PJ | Cavallo AR | Otros | Blanco | Indeciso |
| ---------------------------------- | ------------------------- | ----------------- | ---------- | ---------- | ----- | ------ | -------- |
| Fecha                              | Encuestadora              |                   |            |            | Otros | Blanco | Indeciso |
| 22 al 31 de enero de 1999          | Gallup                    | 33                | 32         | —          | —     | —      | —        |
| 18 al 22 de marzo de 1999          | Gallup                    | 32                | 20         | 7          | —     | —      | —        |
| 1 al 9 de abril de 1999            | Mora y Araujo & Asociados | 34                | 38         | 8          | —     | 13     | 7        |
| 10 de abril de 1999                | Nueva Mayoría             | 35                | 30         | 12         | —     | —      | 23       |
| 12 al 27 de abril de 1999          | Rouvier & Asoc.           | 32,9              | 32,6       | 9,5        | —     | —      | —        |
| 30 de abril al 3 de mayo de 1999   | Gallup                    | 39                | 38         | 7          | —     | —      | —        |
| 28 de mayo al 6 de junio de 1999   | Analogías                 | 44,3              | 33,7       | 9,4        | —     | —      | 16,2     |
| 18 de junio de 1999                | Graciela Römer            | 36                | 35         | 9          | —     | 12     | 8        |
| 30 de junio de 1999                | Gallup                    | 36                | 31         | 5          | —     | —      | —        |
| 18 de julio de 1999                | Mora y Araujo & Asociados | 45                | 32         | 10         | —     | —      | —        |
| 31 de julio al 2 de agosto de 1999 | Graciela Römer            | 42                | 31,1       | 7,8        | —     | —      | —        |
| 6 de agosto de 1999                | Gallup                    | 49                | 35         | 8          | —     | —      | —        |
| 27 de agosto de 1999               | Gallup                    | 43                | 30         | 8          | —     | —      | —        |
| 3 de septiembre de 1999            | Mora y Araujo & Asociados | 48                | 29         | 9          | —     | 7      | 7        |
| 12 de septiembre de 1999           | CEOP                      | 44,2              | 33,1       | 6,5        | 10    | —      | 10,5     |
| 10 al 13 de septiembre de 1999     | Mora y Araujo & Asociados | 45                | 26         | 8          | —     | 9      | 11       |
| 8 al 10 de octubre de 1999         | Gallup                    | 43                | 31         | 10         | —     | —      | —        |
| 10 de octubre de 1999              | CEOP                      | 45                | 29,7       | 10,1       | 1,3   | 5      | 8,9      |
| 19 de octubre de 1999              | Gallup                    | 44                | 30         | 9          | —     | 4      | 9        |
| 19 de octubre de 1999              | Gallup                    | 51                | 35         | 10         | 4     | —      | —        |
| 22 de octubre de 1999              | Gallup                    | 44,6              | 28,2       | 10,8       | 16,4  | —      | —        |
|                                    |                           |                   |            |            |       |        |          |
| 24 de octubre de 1999              | Elecciones Generales      | 48,37             | 38,27      | 10,22      | 3,14  | 4,51   | —        |
|                                    |                           |                   |            |            |       |        |          |

## Resultados

Resultados por departamento:
De la Rúa/Álvarez (53,79%)
Duhalde/Ortega (46,02%)
No votó (0,19%)

La Alianza obtuvo una amplia victoria del 48% de los votos, superando por más de diez puntos a Duhalde y evitando así tener que realizarse un balotaje. Cavallo obtuvo un 10% de los votos, y el resto lo recibieron pequeños partidos de izquierda, muy diferente a las anteriores elecciones, en las que los pequeños partidos de derecha fueron las minorías más votadas.
| Fórmula                   | Fórmula                | Partido o alianza             | Partido o alianza                                 | Partido o alianza                                   | Votos      | %     |
| Presidente                | Vicepresidente         | Partido o alianza             | Partido o alianza                                 | Partido o alianza                                   | Votos      | %     |
| ------------------------- | ---------------------- | ----------------------------- | ------------------------------------------------- | --------------------------------------------------- | ---------- | ----- |
| Fernando de la Rúa        | Carlos Álvarez         |                               |                                                   | Alianza para el Trabajo, la Justicia y la Educación | 8.788.834  | 46,37 |
| Fernando de la Rúa        | Carlos Álvarez         |                               | Partido Demócrata Progresista                     | 297.129                                             | 1,57       |       |
| Fernando de la Rúa        | Carlos Álvarez         |                               | Pacto Autonomista Liberal - Demócrata Progresista | 81.257                                              | 0,43       |       |
| Fernando de la Rúa        | Carlos Álvarez         | Total de la Rúa - Álvarez     | Total de la Rúa - Álvarez                         | Total de la Rúa - Álvarez                           | 9.167.220  | 48,37 |
| Eduardo Duhalde           | Ramón "Palito" Ortega  |                               |                                                   | Concertación Justicialista para el Cambio           | 6.466.867  | 34,12 |
| Eduardo Duhalde           | Ramón "Palito" Ortega  |                               | Unión del Centro Democrático (Nacional)           | 562.674                                             | 2,97       |       |
| Eduardo Duhalde           | Ramón "Palito" Ortega  |                               | Frente de Integración Federal                     | 79.749                                              | 0,42       |       |
| Eduardo Duhalde           | Ramón "Palito" Ortega  |                               | Partido Justicialista                             | 69.397                                              | 0,37       |       |
| Eduardo Duhalde           | Ramón "Palito" Ortega  |                               | Movimiento Popular Unido                          | 50.082                                              | 0,26       |       |
| Eduardo Duhalde           | Ramón "Palito" Ortega  |                               | Frente de la Esperanza                            | 18.089                                              | 0,10       |       |
| Eduardo Duhalde           | Ramón "Palito" Ortega  |                               | Partido Federal                                   | 7.044                                               | 0,04       |       |
| Eduardo Duhalde           | Ramón "Palito" Ortega  | Total Duhalde - Ortega        | Total Duhalde - Ortega                            | Total Duhalde - Ortega                              | 7.253.902  | 38,27 |
| Domingo Cavallo           | Armando Caro Figueroa  |                               |                                                   | Alianza Acción por la República                     | 1.859.995  | 9,81  |
| Domingo Cavallo           | Armando Caro Figueroa  |                               | Unión del Centro Democrático (Santa Fe)           | 77.549                                              | 0,41       |       |
| Domingo Cavallo           | Armando Caro Figueroa  | Total Cavallo - Caro Figueroa | Total Cavallo - Caro Figueroa                     | Total Cavallo - Caro Figueroa                       | 1.937.544  | 10,22 |
| Patricia Walsh            | Rogelio de Leonardi    |                               | Izquierda Unida                                   | Izquierda Unida                                     | 151.977    | 0,80  |
| Lía Méndez                | Jorge Pompei           |                               | Partido Humanista                                 | Partido Humanista                                   | 131.811    | 0,70  |
| Jorge Altamira            | Pablo Rieznik          |                               | Partido Obrero                                    | Partido Obrero                                      | 113.916    | 0,60  |
| Jorge Emilio Reyna        | Néstor Gabriel Moccia  |                               | Frente de la Resistencia                          | Frente de la Resistencia                            | 57.133     | 0,30  |
| Juan Ricardo Mussa        | Irene Fernanda Herrera |                               | Alianza Social Cristiana                          | Alianza Social Cristiana                            | 53.143     | 0,28  |
| José Alberto Montes       | Oscar Hernández        |                               | Partido de los Trabajadores Socialistas           | Partido de los Trabajadores Socialistas             | 43.911     | 0,23  |
| Domingo Camilo Quarracino | Amelia Rearte          |                               | Partido Socialista Auténtico                      | Partido Socialista Auténtico                        | 43.147     | 0,23  |
| Votos positivos           | Votos positivos        | Votos positivos               | Votos positivos                                   | Votos positivos                                     | 18.953.704 | 95,49 |
| Votos en blanco           | Votos en blanco        | Votos en blanco               | Votos en blanco                                   | Votos en blanco                                     | 708.876    | 3,57  |
| Votos anulados            | Votos anulados         | Votos anulados                | Votos anulados                                    | Votos anulados                                      | 186.761    | 0,94  |
| Participación             | Participación          | Participación                 | Participación                                     | Participación                                       | 19.849.341 | 82,32 |
| Abstenciones              | Abstenciones           | Abstenciones                  | Abstenciones                                      | Abstenciones                                        | 4.261.929  | 17,68 |
| Electores registrados     | Electores registrados  | Electores registrados         | Electores registrados                             | Electores registrados                               | 24.111.270 | 100   |
| Fuentes:                  |                        |                               |                                                   |                                                     |            |       |

### Resultados por distrito
| Provincias ganadas por la Alianza (20)              |
| Provincias ganadas por el Partido Justicialista (4) |

| Provincia           | De la Rúa/Álvarez (Alianza) | De la Rúa/Álvarez (Alianza) | Duhalde/Ortega (PJ) | Duhalde/Ortega (PJ) | Cavallo/Figueroa (AR) | Cavallo/Figueroa (AR) | Otras fuerzas | Otras fuerzas | Blancos/Nulos | Blancos/Nulos | Participación | Participación |
| Provincia           | Votos                       | %                           | Votos               | %                   | Votos                 | %                     | Votos         | %             | Votos         | %             | Votos         | %             |
| ------------------- | --------------------------- | --------------------------- | ------------------- | ------------------- | --------------------- | --------------------- | ------------- | ------------- | ------------- | ------------- | ------------- | ------------- |
| Buenos Aires        | 3.236.791                   | 44,47                       | 3.115.966           | 42,81               | 670.609               | 9,21                  | 255.255       | 3,51          | 392.197       | 5,11          | 7.670.818     | 84,90         |
| CABA                | 1.077.769                   | 54,34                       | 467.068             | 23,55               | 322.718               | 16,27                 | 115.692       | 5,84          | 76.569        | 3,71          | 2.059.816     | 81,28         |
| Catamarca           | 80.456                      | 50,74                       | 70.144              | 44,23               | 5.396                 | 3,40                  | 2.582         | 1,63          | 4.345         | 2,67          | 162.923       | 81,44         |
| Chaco               | 249.780                     | 54,66                       | 175.541             | 38,42               | 22.974                | 5,03                  | 8.662         | 1,90          | 7.808         | 1,68          | 464.765       | 77,36         |
| Chubut              | 104.134                     | 55,74                       | 56.741              | 30,37               | 21.469                | 11,49                 | 4.462         | 2,39          | 17.114        | 8,39          | 203.920       | 81,21         |
| Córdoba             | 790.103                     | 47,23                       | 672.671             | 40,21               | 168.365               | 10,06                 | 41.888        | 2,50          | 72.742        | 4,17          | 1.745.769     | 82,45         |
| Corrientes          | 205.831                     | 47,28                       | 187.054             | 42,97               | 36.891                | 8,47                  | 5.544         | 1,27          | 12.536        | 2,80          | 447.856       | 77,96         |
| Entre Ríos          | 332.142                     | 51,41                       | 263.967             | 40,86               | 38.055                | 5,89                  | 11.900        | 1,84          | 25.750        | 3,83          | 671.814       | 86,33         |
| Formosa             | 96.147                      | 48,23                       | 97.359              | 48,85               | 5.168                 | 2,59                  | 2.647         | 1,33          | 3.797         | 1,87          | 203.118       | 73,86         |
| Jujuy               | 133.504                     | 50,78                       | 116.352             | 44,26               | 10.941                | 4,16                  | 2.103         | 0,80          | 12.969        | 4,70          | 275.869       | 80,44         |
| La Pampa            | 90.224                      | 52,24                       | 69.397              | 40,18               | 9.796                 | 5,67                  | 3.298         | 1,91          | 9.656         | 5,29          | 182.371       | 87,99         |
| La Rioja            | 44.381                      | 32,31                       | 82.590              | 60,13               | 6.376                 | 4,64                  | 4.016         | 2,92          | 3.860         | 2,73          | 141.223       | 81,74         |
| Mendoza             | 403.535                     | 53,45                       | 171.435             | 22,71               | 163.554               | 21,66                 | 16.466        | 2,18          | 96.558        | 11,34         | 851.548       | 83,95         |
| Misiones            | 189.094                     | 44,99                       | 198.587             | 47,24               | 21.898                | 5,21                  | 10.767        | 2,56          | 6.113         | 1,43          | 426.459       | 78,48         |
| Neuquén             | 117.683                     | 52,38                       | 63.089              | 28,08               | 31.667                | 14,10                 | 12.220        | 5,44          | 7.351         | 3,17          | 232.010       | 82,08         |
| Río Negro           | 147.775                     | 58,36                       | 68.922              | 27,22               | 27.826                | 10,99                 | 8.675         | 3,43          | 15.428        | 5,74          | 268.626       | 82,32         |
| Salta               | 217.402                     | 47,82                       | 194.705             | 42,83               | 32.075                | 7,05                  | 10.466        | 2,30          | 12.101        | 2,59          | 466.749       | 76,02         |
| San Juan            | 172.452                     | 55,10                       | 94.007              | 30,04               | 40.853                | 13,05                 | 5.674         | 1,81          | 8.126         | 2,53          | 321.112       | 83,17         |
| San Luis            | 102.400                     | 57,59                       | 54.547              | 30,68               | 16.707                | 9,40                  | 4.155         | 2,34          | 8.809         | 4,72          | 186.618       | 81,37         |
| Santa Cruz          | 42.629                      | 47,96                       | 36.538              | 41,11               | 7.845                 | 8,83                  | 1.867         | 2,10          | 2.890         | 3,15          | 91.769        | 81,06         |
| Santa Fe            | 901.300                     | 53,23                       | 536.184             | 31,66               | 205.869               | 12,16                 | 49.985        | 2,95          | 57.208        | 3,27          | 1.750.546     | 81,85         |
| Santiago del Estero | 131.869                     | 38,75                       | 193.333             | 56,81               | 12.253                | 3,60                  | 2.877         | 0,85          | 8.659         | 2,48          | 348.991       | 72,22         |
| Tierra del Fuego    | 18.017                      | 39,58                       | 17.494              | 38,43               | 8.707                 | 19,13                 | 8.707         | 2,87          | 1.647         | 3,49          | 47.171        | 74,06         |
| Tucumán             | 283.802                     | 47,61                       | 250.211             | 41,98               | 49.532                | 8,31                  | 12.531        | 2,10          | 31.404        | 5,00          | 627.480       | 75,91         |
| Total               | 9.167.220                   | 48,37                       | 7.253.902           | 38,27               | 1.937.544             | 10,22                 | 595.038       | 3,14          | 895.637       | 4,51          | 19.849.341    | 82,32         |